# Catigot d'anguilles
Le catigot d'anguilles est un ragoût populaire sur les deux rives du Rhône. Il tirerait son origine de Condrieu et aurait acquis sa renommée gastronomique grâce aux perfectionnements culinaires apportés par les mariniers de Port-Saint-Louis-du-Rhône.

## Histoire littéraire
Dans son livre Mes origines, au chapitre XVIII, intitulé « La Ribote de Trinquetaille », Frédéric Mistral narre un repas inoubliable où apparut sur la table le seul catigot d'anguille. « Puis, arriva le catigot, où le bâton d'un pâtre se serait tenu droit, salé comme mer, poivré comme diable… » Il partagea ce repas avec Alphonse Daudet qui, quelques années plus tard, lui écrivait, le 31 décembre 1870, de Paris assiégé : « Il fait froid, il fait noir ; nous mangeons du cheval, du chat, du chameau, de l'hippopotame (ah ! si nous avions les bons oignons, le catigot et la cachat de la Ribote de Trinquetaille !) »
Les deux écrivains avaient même fait de ce mets rhodanien un sujet de thèse de doctorat, si l'on en croit Léon Daudet : « Frédéric Mistral et mon père, quand je faisais mes études médicales, me conseillaient vivement de faire ma thèse sur les vertus thérapeutiques du catigot d’anguilles, plat du Rhône, dont la recette est : rondelles d’anguilles, d’oignons, de lard, alternées sur une broche, grillées à feu vif, avec arrosage d’un coulis d’ail et de tomates, qu’on appelle aussi une pommade. Ce catigot, dont la recette, originaire de Condrieu, aurait été perfectionnée jusqu’à Saint-Louis-du-Rhône, guérissait — à condition que l’ail fût “piquant” —, presque toutes les maladies infectieuses et Mistral disait en riant : « Il n’y a que le mal d’amour contre lequel il soit inefficace. » Quelquefois je revois en rêve ma thèse imprimée, avec ce titre en caractères gras : « Du catigot et de ses vertus ». Mais j’eusse été sûrement recalé par cet extraordinaire et solennel abruti, qu’on appelait le professeur Bouchard, ennemi du vin, considéré par lui comme le pire des poisons, et qui avait inventé cette affaire abracadabrante : les maladies par ralentissement de la nutrition… »

## Préparation
Il est préparé en faisant cuire des anguilles avec des gousses d'ail, un morceau d'écorce d'orange séchée, un morceau de piment rouge, un bouquet garni, le tout mouillé de vin rouge et assaisonné de sel, de poivre et de trois cuillères à soupe d'huile d'olive.